# 卢伟英
卢伟英（？—），女，汉族，中华人民共和国政治人物。现任海南省妇女儿童医学中心、生殖中心首席专家。第十四届全国政协委员。